# Regionalwahlkreis Wien Süd
Der Regionalwahlkreis Wien Süd (Wahlkreis 9D) ist ein Regionalwahlkreis in Österreich, der bei Wahlen zum Nationalrat für die Vergabe der Mandate im ersten Ermittlungsverfahren gebildet wird. Der Wahlkreis umfasst die drei Wiener Gemeindebezirke 10. Favoriten, 11. Simmering und 12. Meidling.
Bei der Nationalratswahl 2019 waren im Regionalwahlkreis Wien Süd 225.324 Personen wahlberechtigt, wobei bei der Wahl die Sozialdemokratische Partei Österreichs (SPÖ) mit 34,6 % als stärkste Partei hervorging. Bei der Wahl konnte neben der SPÖ, die zwei Grundmandate erreichte, auch die Österreichische Volkspartei (ÖVP) und die Freiheitliche Partei Österreichs (FPÖ) jeweils eines der Grundmandate gewinnen.

## Geschichte
Nach dem Ende des Staates Österreich-Ungarn wurden für das Gebiet Wiens mit der Wahlordnung 1918 für die Wahl der konstituierenden Nationalversammlung sieben Wahlkreise geschaffen, wobei für das Gebiet des heutigen Regionalwahlkreises die Wahlkreise Wien Südost (Wahlkreis 5) und Wien Südwest (Wahlkreis 6) entstanden, die jedoch auch weitere Bezirke umfassten. Nachdem Wien von Niederösterreich Anfang der 1920er Jahre seine Selbständigkeit erlangt hatte und Gebiete wie Südtirol und Südböhmen endgültig von Österreich an die Nachfolgestaaten abgetreten worden waren, erfolgte 1923 die Neuordnung der Wahlkreise. Diese Neuordnung wirkte sich jedoch nicht auf die bestehenden Wahlkreise Wiens aus. Nachdem die Wahlordnung von 1923 von der austrofaschistischen Regierung 1934 außer Kraft gesetzt worden war, wurde die ursprüngliche Einteilung der Wahlkreise nach dem Zweiten Weltkrieg mit dem Verfassungsgesetz vom 19. Oktober 1945 weitgehend wieder eingeführt, wenngleich die Grenzen der Wahlkreise an die veränderten Grenzen Wiens angeglichen wurden. Mit der Nationalrats-Wahlordnung 1971 kam es zu einer tiefgreifenden Wahlkreisreform, mit der die Anzahl der Wahlkreise in Österreich auf nur noch neun reduziert wurde. Für das Bundesland Wien bestand in der Folge nur noch ein Wahlkreis (nun Wahlkreis 9). Mit Inkrafttreten der Nationalrats-Wahlordnung 1992 wurde das österreichische Bundesgebiet schließlich in 43 Regionalwahlkreise unterteilt und somit ein drittes Ermittlungsverfahren eingeführt, wobei die Bezirke Favoriten, Simmering und Meidling zum Regionalwahlkreis Wien Süd (Wahlkreis 9D) zusammengefasst wurden. 1993 wurde dem Regionalwahlkreis sieben Mandate zugewiesen, wobei die Neuberechnung der Mandatsverteilung im Jahr 2002 (nach den Ergebnissen der Volkszählung 2001) zu keiner Veränderung in der Anzahl der Grundmandate führte.
Seit der Schaffung des Wahlkreises gelang es der Sozialdemokratischen Partei Österreichs (SPÖ) bei jeder Wahl die stimmenstärkste Partei zu werden, wobei sie bei der Nationalratswahlen 2002 mit 52,9 % ihr bisher bestes Ergebnis erreichte. Ihr schlechtestes Ergebnis verbuchte die SPÖ bei der letzten Nationalratswahl 2019, als sie auf 34,6 % kam. Zweitstärkste Partei war bei sieben von neun Wahlen die Freiheitliche Partei Österreichs (FPÖ), die ihre Bestmarke im Jahr 2017 mit 28,6 % verzeichnete. Der Österreichischen Volkspartei (ÖVP) gelang es lediglich zwei Mal auf den zweiten Platz zu kommen, wobei sie im Jahr 2002 mit 25,4 % auch ihren höchsten Stimmenanteil erreichte. Ansonsten landete die ÖVP aber immer auf dem dritten Platz, wobei sie sich im Jahr 2008 mit 10,8 %, ihrem bisher schlechtesten Ergebnis, nur noch knapp vor den Grünen (GRÜNE) halten konnten.

## Wahlergebnisse
| Nationalratswahlen im Regionalwahlkreis Wien Süd | Nationalratswahlen im Regionalwahlkreis Wien Süd | Nationalratswahlen im Regionalwahlkreis Wien Süd | Nationalratswahlen im Regionalwahlkreis Wien Süd | Nationalratswahlen im Regionalwahlkreis Wien Süd | Nationalratswahlen im Regionalwahlkreis Wien Süd | Nationalratswahlen im Regionalwahlkreis Wien Süd | Nationalratswahlen im Regionalwahlkreis Wien Süd | Nationalratswahlen im Regionalwahlkreis Wien Süd | Nationalratswahlen im Regionalwahlkreis Wien Süd | Nationalratswahlen im Regionalwahlkreis Wien Süd | Nationalratswahlen im Regionalwahlkreis Wien Süd |
| Wahltermin                                       | GM                                               |                                                  | SPÖ                                              | ÖVP                                              | FPÖ                                              | GRÜNE                                            | BZÖ                                              | LIF/NEOS                                         | FRANK                                            | PILZ/JETZT                                       | Sonstige                                         |
| ------------------------------------------------ | ------------------------------------------------ | ------------------------------------------------ | ------------------------------------------------ | ------------------------------------------------ | ------------------------------------------------ | ------------------------------------------------ | ------------------------------------------------ | ------------------------------------------------ | ------------------------------------------------ | ------------------------------------------------ | ------------------------------------------------ |
| 9. Oktober 1994                                  |                                                  | Stimmenanteile (%)                               | 45,8                                             | 12,2                                             | 24,5                                             | 7,4                                              | –                                                | 8,3                                              | –                                                | –                                                | 1,8                                              |
| 9. Oktober 1994                                  | 7                                                | Grundmandate                                     | 3                                                | 0                                                | 1                                                | –                                                | –                                                | 0                                                | –                                                | –                                                | 0                                                |
| 17. Dezember 1995                                |                                                  | Stimmenanteile (%)                               | 51,1                                             | 13,6                                             | 21,9                                             | 4,4                                              | –                                                | 7,1                                              | –                                                | –                                                | 1,9                                              |
| 17. Dezember 1995                                | 7                                                | Grundmandate                                     | 3                                                | 0                                                | 1                                                | 0                                                | –                                                | 0                                                | –                                                | –                                                | 0                                                |
| 3. Oktober 1999                                  |                                                  | Stimmenanteile (%)                               | 45,2                                             | 11,8                                             | 27,9                                             | 7,2                                              | –                                                | 4,6                                              | –                                                | –                                                | 2,3                                              |
| 3. Oktober 1999                                  | 7                                                | Grundmandate                                     | 2                                                | 0                                                | 1                                                | 0                                                | –                                                | 0                                                | –                                                | –                                                | 0                                                |
| 24. November 2002                                |                                                  | Stimmenanteile (%)                               | 52,9                                             | 25,4                                             | 9,0                                              | 10,0                                             | –                                                | 1,1                                              | –                                                | –                                                | 1,6                                              |
| 24. November 2002                                | 7                                                | Grundmandate                                     | 3                                                | 1                                                | 0                                                | 0                                                | –                                                | 0                                                | –                                                | –                                                | 0                                                |
| 1. Oktober 2006                                  |                                                  | Stimmenanteile (%)                               | 49,0                                             | 15,8                                             | 18,5                                             | 10,8                                             | 1,9                                              | –                                                | –                                                | –                                                | 4,0                                              |
| 1. Oktober 2006                                  | 7                                                | Grundmandate                                     | 3                                                | 0                                                | 1                                                | 0                                                | 0                                                | –                                                | –                                                | –                                                | 0                                                |
| 28. September 2008                               |                                                  | Stimmenanteile (%)                               | 41,8                                             | 10,8                                             | 27,0                                             | 10,1                                             | 4,7                                              | 2,7                                              | –                                                | –                                                | 2,9                                              |
| 28. September 2008                               | 7                                                | Grundmandate                                     | 2                                                | 0                                                | 1                                                | 0                                                | 0                                                | 0                                                | –                                                | –                                                | 0                                                |
| 29. September 2013                               |                                                  | Stimmenanteile (%)                               | 38,5                                             | 10,5                                             | 27,6                                             | 10,1                                             | 2,2                                              | 4,5                                              | 4,1                                              | –                                                | 2,4                                              |
| 29. September 2013                               | 7                                                | Grundmandate                                     | 2                                                | 0                                                | 1                                                | 0                                                | 0                                                | 0                                                | 0                                                | –                                                | 0                                                |
| 15. Oktober 2017                                 |                                                  | Stimmenanteile (%)                               | 37,9                                             | 17,6                                             | 28,6                                             | 3,5                                              | –                                                | 4,2                                              | –                                                | 5,7                                              | 2,5                                              |
| 15. Oktober 2017                                 | 7                                                | Grundmandate                                     | 2                                                | 1                                                | 1                                                | 0                                                | –                                                | 0                                                | –                                                | 0                                                | 0                                                |
| 29. September 2019                               |                                                  | Stimmenanteile (%)                               | 34,6                                             | 23,2                                             | 17,1                                             | 13,9                                             | –                                                | 6,6                                              | –                                                | 2,6                                              | 2,0                                              |
| 29. September 2019                               | 7                                                | Grundmandate                                     | 2                                                | 1                                                | 1                                                | 0                                                | –                                                | 0                                                | –                                                | 0                                                | 0                                                |
| 29. September 2024                               |                                                  | Stimmenanteile (%)                               | 32,8                                             | 15,3                                             | 26,8                                             | 7,8                                              | –                                                | 7,7                                              | –                                                | –                                                | 9,5                                              |
| 29. September 2024                               | 6                                                | Grundmandate                                     | 1                                                | 0                                                | 1                                                | 0                                                | –                                                | 0                                                | –                                                | –                                                | 0                                                |